# Crosby, Stills & Nash (album)
Az 1969-es Crosby, Stills & Nash a Crosby, Stills & Nash debütáló nagylemeze. Két Top 40-es sláger található rajta a Marrakesh Express (28.; 1969. augusztus 23-án) és a Suite: Judy Blue Eyes (21.; 1969. október 25-én). Az album a 6. helyet érte el a Billboard Top Pop Albums listáján. Szerepel az 1001 lemez, amit hallanod kell, mielőtt meghalsz című könyvben.

## Az album dalai

### Eredeti kiadás
| 1. | Suite: Judy Blue Eyes | Stills | 7:25 |
| 2. | Marrakesh Express     | Nash   | 2:39 |
| 3. | Guinnevere            | Crosby | 4:40 |
| 4. | You Don't Have to Cry | Stills | 2:45 |
| 5. | Pre-Road Downs        | Nash   | 3:01 |

| 1. | Wooden Ships       | Crosby, Stills, Paul Kantner | 5:29 |
| 2. | Lady of the Island | Nash                         | 2:39 |
| 3. | Helplessly Hoping  | Stills                       | 2:41 |
| 4. | Long Time Gone     | Crosby                       | 4:17 |
| 5. | 49 Bye-Byes        | Stills                       | 5:16 |

### 2006-os bővített kiadás
|     | Cím                                                      | Szerző(k)                    | Hossz |
| --- | -------------------------------------------------------- | ---------------------------- | ----- |
| 1.  | Suite: Judy Blue Eyes                                    | Stills                       | 7:24  |
| 2.  | Marrakesh Express                                        | Nash                         | 2:38  |
| 3.  | Guinnevere                                               | Crosby                       | 4:39  |
| 4.  | You Don't Have to Cry                                    | Stills                       | 2:44  |
| 5.  | Pre-Road Downs                                           | Nash                         | 2:57  |
| 6.  | Wooden Ships                                             | Crosby, Paul Kantner, Stills | 5:27  |
| 7.  | Lady of the Island                                       | Nash                         | 2:38  |
| 8.  | Helplessly Hoping                                        | Stills                       | 2:41  |
| 9.  | Long Time Gone                                           | Crosby                       | 4:17  |
| 10. | 49 Bye-Byes                                              | Stills                       | 5:12  |
| 11. | Do for the Others (Crosby & Nash)                        | Stills                       | 2:49  |
| 12. | Song with No Words (Tree with No Leaves) (Crosby & Nash) | Crosby                       | 3:18  |
| 13. | Everybody's Talkin                                       | Fred Neil                    | 3:14  |
| 14. | Teach Your Children (Crosby & Nash)                      | Nash                         | 3:14  |

## Helyezések

### Album
| Év   | Lista                  | Helyezés |
| ---- | ---------------------- | -------- |
| 1969 | Billboard Black Albums | 35       |
| 1969 | Billboard Pop Albums   | 6        |

### Kislemezek
| Év   | Kislemez               | Lista       | Helyezés |
| ---- | ---------------------- | ----------- | -------- |
| 1969 | Marrakesh Express      | Pop Singles | 28       |
| 1969 | Suite: Judy Blues Eyes | Pop Singles | 21       |

## Közreműködők

### Crosby, Stills & Nash
- David Crosby – ritmusgitár, ének
- Stephen Stills – szólógitár, basszusgitár, orgona, ének
- Graham Nash – ének, ütőshangszerek, akusztikus gitár
- Dallas Taylor – dobok, ütőhangszerek

### További zenészek
- Jim Gordon – dobok a Marrakesh Express számon
- Cass Elliot – háttérvokál a Pre-Road Downs dalon